# كأس العالم لكرة السلة
كأس العالم لكرة السلة (بالإنكليزية: FIBA Basketball World Cup) هي مسابقة دولية لرياضة كرة السلة تقام كل أربع سنوات تحت إشراف الاتحاد الدولي لكرة السلة. كانت تُعرف سابقاً باسم بطولة العالم لكرة السلة (بالإنكليزية: FIBA World Championship) حتى نسخة 2010. 
أقيمت أول بطولة لكرة السلة عام 1950 في الأرجنتين وفاز بها المنتخب الأرجنتيني على نظيره الأمريكي 64-50 في بوينس أيرس، ويُعد منتخبا يوغسلافيا والولايات المتحدة أكثر فريقان توجا بهذه البطولة بخمس مرات.
بطل نسخة 2023 هو ألمانيا بعد فوزه في النهائي على صربيا بنتيجة 83 - 77 محققاً الإنجاز للمرة الأولى في تاريخه.

## التاريخ
تم تصور كأس العالم لكرة السلة في اجتماع الاتحاد الدولي لكرة السلة عام 1948 الألعاب الأولمبية الصيفية في لندن. حث الأمين العام للاتحاد الدولي لكرة السلة منذ فترة طويلة ريناتو ويليام جونز الاتحاد الدولي لكرة السلة على تبني بطولة عالمية، على غرار كأس العالم لكرة القدم، تقام كل أربع سنوات بين الأولمبياد. رأى مؤتمر الاتحاد الدولي لكرة السلة (FIBA) مدى نجاح البطولة الأولمبية المكونة من 23 فريقًا في ذلك العام، ووافق على الاقتراح، بدءًا من البطولة في عام 1950. تم اختيار الأرجنتين كمضيف، ويرجع ذلك إلى حد كبير إلى أنها كانت الدولة الوحيدة المستعدة لتولي المهمة. استفادت الأرجنتين من اختيار المضيف، وفازت بجميع مبارياتها في طريقها لتصبح أول بطل عالمي في الاتحاد الدولي لكرة السلة.

## التأهل
شهدت بطولة كأس العالم لكرة السلة العديد من أشكال التأهل على مدار تاريخها. أقيمت البطولات الخمس الأولى في أمريكا الجنوبية، حيث سيطر على المشاركة بشكل كبير فرق من الأمريكتين. بالنسبة للبطولة الافتتاحية، خطط الاتحاد الدولي لكرة السلة لضم الفرق الثلاثة الحائزة على الميداليات الأولمبية، إلى جانب الدولة المضيفة الأرجنتين وفريقين من كل من أوروبا وآسيا وأمريكا الجنوبية. ومع ذلك، نظرًا لعدم رغبة أي فريق آسيوي في السفر، انتهى الأمر بستة من الفرق العشرة المشاركة إلى أن تكون من الأمريكتين. وشمل ذلك جميع الفرق الثلاثة الحائزة على الميداليات الأولمبية، وفريقين إضافيين من الأمريكتين، وفريق واحد كان من المفترض في الأصل أن يكون من آسيا. غاب الاتحاد السوفييتي (القوة الأوروبية السابقة) عن البطولتين الأوليين لكنه ظهر لأول مرة في حدث عام 1959.

## نظام البطولة
استخدمت بطولة كأس العالم لكرة السلة أشكالًا مختلفة من التأهل من خلال خمس بطولات أقيمت في أمريكا الجنوبية وسيطرت على المشاركة فرق من الأمريكتين. في البطولة الأولى، قصد الاتحاد الدولي لكرة السلة (FIBA) أن يتنافس الفائزون بالميداليات الأولمبية الثلاثة، بالإضافة إلى الأرجنتين المضيفة وفريقان من كل من أوروبا وآسيا وأمريكا الجنوبية. ومع ذلك، لم يكن أي فريق آسيوي على استعداد للسفر إلى هذا الحدث، لذلك كانت ستة من الفرق العشرة من الأمريكتين (جميع الحاصلين على الميداليات الأولمبية الثلاثة كانوا من الأمريكتين، بالإضافة إلى أن المنطقة حصلت على رصيفين قاريين ورصيف في آسيا). ظهر الاتحاد السوفيتي السابق بقوة منتخب الاتحاد السوفيتي، لاحقًا لأول مرة في البطولة عام 1959، بعد أن غاب عن أول حدثين.

## جائزة نيسميث
منذ عام 1967، حصل بطل كل دورة على كأس نايسميث، تكريما لمخترع كرة السلة، جيمس نايسميث. تم التخطيط لكأس منذ بطولة العالم الأولى في عام 1950، لكنها لم تؤتي ثمارها حتى طلب الاتحاد الدولي لكرة السلة (FIBA) أخيرًا الفوز بالكأس في عام 1965، بعد تلقي تبرع بقيمة 1000 دولار أمريكي. تم استخدام الكأس الأصلية من عام 1967 حتى عام 1994. تم تقديم الكأس المحدثة لبطولة العالم لكرة السلة لعام 1998 والأصلية موجودة الآن في مؤسسة بيدرو فيرانديز في إسبانيا.

## سجل الأبطال

### حسب البطولة
| 1  | 1950 | الأرجنتين                     | · الأرجنتين           | No playoffs                                     | · الولايات المتحدة | · تشيلي            | No playoffs                                     | · البرازيل         | 10         |
| 2  | 1954 | البرازيل                      | · الولايات المتحدة    | No playoffs                                     | · البرازيل         | · الفلبين          | No playoffs                                     | · فرنسا            | 12         |
| 3  | 1959 | تشيلي                         | · البرازيل            | No playoffs                                     | · الولايات المتحدة | · تشيلي            | No playoffs                                     | · جمهورية الصين    | 13         |
| 4  | 1963 | البرازيل                      | · البرازيل            | No playoffs                                     | · يوغوسلافيا       | · الاتحاد السوفيتي | No playoffs                                     | · الولايات المتحدة | 13         |
| 5  | 1967 | أوروغواي                      | · الاتحاد السوفيتي    | No playoffs                                     | · يوغوسلافيا       | · البرازيل         | No playoffs                                     | · الولايات المتحدة | 13         |
| 6  | 1970 | يوغوسلافيا                    | · يوغوسلافيا          | No playoffs                                     | · البرازيل         | · الاتحاد السوفيتي | No playoffs                                     | · إيطاليا          | 13         |
| 7  | 1974 | بورتوريكو                     | · الاتحاد السوفيتي    | No playoffs                                     | · يوغوسلافيا       | · الولايات المتحدة | No playoffs                                     | · كوبا             | 14         |
| 8  | 1978 | الفلبين                       | · يوغوسلافيا          | 82–81 (OT) سمارت أرانيتا كوليسيوم ‏, كيزون       | · الاتحاد السوفيتي | · البرازيل         | 86–85 سمارت أرانيتا كوليسيوم ‏, كيزون            | · إيطاليا          | 14         |
| 9  | 1982 | كولومبيا                      | · الاتحاد السوفيتي    | 95–94 Coliseo El Pueblo، كالي                   | · الولايات المتحدة | · يوغوسلافيا       | 119–117 Coliseo El Pueblo، كالي                 | · إسبانيا          | 13         |
| 10 | 1986 | إسبانيا                       | · الولايات المتحدة    | 87–85 بلاسيو دي ديبورتس دي لا كوميونداد، مدريد  | · الاتحاد السوفيتي | · يوغوسلافيا       | 117–91 بلاسيو دي ديبورتس دي لا كوميونداد، مدريد | · البرازيل         | 24         |
| 11 | 1990 | الأرجنتين                     | · يوغوسلافيا          | 92–75 Estadio Luna Park، بوينس آيرس             | · الاتحاد السوفيتي | · الولايات المتحدة | 107–105 (OT) لونا بارك، بوينس آيرس              | · بورتوريكو        | 16         |
| 12 | 1994 | كندا                          | · الولايات المتحدة    | 137–91 سكاي دوم، تورونتو                        | · روسيا            | · كرواتيا          | 78–60 سكاي دوم، تورونتو                         | · اليونان          | 16         |
| 13 | 1998 | اليونان                       | · صربيا والجبل الأسود | 64–62 Olympic Indoor Hall ‏، أثينا               | · روسيا            | · الولايات المتحدة | 84–61 Olympic Indoor Hall ‏، أثينا               | · اليونان          | 16         |
| 14 | 2002 | الولايات المتحدة              | · صربيا والجبل الأسود | 84–77 (OT) جينبريدج فيلدهاوس، إنديانابوليس      | · الأرجنتين        | · ألمانيا          | 117–94 جينبريدج فيلدهاوس، إنديانابوليس          | · نيوزيلندا        | 16         |
| 15 | 2006 | اليابان                       | · إسبانيا             | 70–47 صالة سايتاما الكبرى، سايتاما (سايتاما)    | · اليونان          | · الولايات المتحدة | 96–81 صالة سايتاما الكبرى، سايتاما (سايتاما)    | · الأرجنتين        | 24         |
| 16 | 2010 | تركيا                         | · الولايات المتحدة    | 81–64 سينان إردم دوم، إسطنبول                   | · تركيا            | · ليتوانيا         | 99–88 سينان إردم دوم، إسطنبول                   | · صربيا            | 24         |
| 17 | 2014 | إسبانيا                       | · الولايات المتحدة    | 129–92 بلاسيو دي ديبورتس دي لا كوميونداد، مدريد | · صربيا            | · فرنسا            | 95–93 بلاسيو دي ديبورتس دي لا كوميونداد، مدريد  | · ليتوانيا         | 24         |
| 18 | 2019 | الصين                         | حدث قادم              | حدث قادم                                        | حدث قادم           | حدث قادم           | حدث قادم                                        | حدث قادم           | 32         |
| 19 | 2023 | الفلبين · اليابان · إندونيسيا | حدث قادم              | حدث قادم                                        | حدث قادم           | حدث قادم           | حدث قادم                                        | حدث قادم           | 32 (متوقع) |
| 20 | 2027 | قطر                           | حدث قادم              | حدث قادم                                        | حدث قادم           | حدث قادم           | حدث قادم                                        | حدث قادم           | 32 (متوقع) |

### حسب المنتخب
*   البلد المضيف (مضيف)
| المرتبة | فريق             | ذهبية | فضية | برونزية | المجموع |
| ------- | ---------------- | ----- | ---- | ------- | ------- |
| 1       | الولايات المتحدة | 5     | 3    | 4       | 12      |
| 2       | يوغوسلافيا       | 5     | 3    | 2       | 10      |
| 3       | الاتحاد السوفيتي | 3     | 3    | 2       | 8       |
| 4       | البرازيل         | 2     | 2    | 2       | 6       |
| 5       | الأرجنتين        | 1     | 1    | 0       | 2       |
| 6       | ألمانيا          | 1     | 0    | 1       | 2       |
| 7       | إسبانيا          | 1     | 0    | 0       | 1       |
| 8       | صربيا            | 0     | 2    | 0       | 2       |
| 8       | روسيا            | 0     | 2    | 0       | 2       |
| 10      | تركيا            | 0     | 1    | 0       | 1       |
| 10      | اليونان          | 0     | 1    | 0       | 1       |
| 12      | تشيلي            | 0     | 0    | 2       | 2       |
| 13      | الفلبين          | 0     | 0    | 1       | 1       |
| 13      | كرواتيا          | 0     | 0    | 1       | 1       |
| 13      | ليتوانيا         | 0     | 0    | 1       | 1       |
| 13      | فرنسا            | 0     | 0    | 1       | 1       |
| المجموع | المجموع          | 18    | 18   | 17      | 53      |

## وصلات خارجية
- United States Men's World Championship Team History
- FIBA Basketball World Cup في أرشيف الإنترنت(أرشفت في  نوفمبر 4, 1996)